# 二線二星 (第八序列)
二線二星（第八序列）。為中華民國警察職務階级之一，初階警察幹部，佩階二線二星，官等列「警佐一階至警正三階」，同一般公務員委任第五職等至薦任第七職等，相當於軍職中尉至少校軍階。上級為二線二星（第七序列），下級為二線一星。

二線二星（第八序列）職務階級識別章

## 概要
經公務人員特種考試（一般）警察人員考試考試及格，並經中央警察大學畢業或訓練合格，依法任職。

## 主要職稱
- 警政署本部
  - 警政署所屬機關
    - 警務員、組員
- 刑事警察單位
  - 偵查員
- 地方警察局本部
  - 地方警察局所屬機關、警察分局所屬機關
    - 警務員、組員
    - 大規模派出所、各規模分駐所 － 警務員所長

## 相等職級
- 內政部消防署 二線二星「警正四階至三階」

- 海洋委員會海巡署艦隊分署「警正四階至三階」

中華民國內政部消防署：分隊長、課員、專員、科員、技士、中隊長、副中隊長

中華民國海洋委員會海巡署：小隊長、科員、分隊長

中華民國海洋委員會海巡署

- 法務部矯正署 二線二星  薦任第六職等至第八職等

中華民國法務部矯正署：教誨師、調查員、訓導員、輔導員、教導員

- 警部、警部補（日本警察）

## 有名之虛構人物
- 臺灣電視劇《台灣靈異事件》：尚智、王玉芳、汪正明（鐵頭）、柳文英